# Desmodium triarticulatum
Desmodium triarticulatum är en ärtväxtart som beskrevs av Gustaf Oskar Andersson Malme. Desmodium triarticulatum ingår i släktet Desmodium och familjen ärtväxter. Inga underarter finns listade i Catalogue of Life.